# Draconarius wuermlii
Draconarius wuermlii là một loài nhện trong họ Amaurobiidae.
Loài này thuộc chi Draconarius. Draconarius wuermlii được Paolo Marcello Brignoli miêu tả năm 1978.